# بطولة الولايات المتحدة النسائية إن دبليو إيه
بطولة الولايات المتحدة النسائية إن دبليو إيه كانت بطولة مصارعة محترفة نسائية مستخدمة بشكل متقطع في تحالف المصارعة الوطني من عام 1968 حتى عام 1987.